# خاقانی محمدوف
خاقانی محمدوف (ترکی آذربایجانی: Xəqani Məmmədov؛ زادهٔ ۲۹ سپتامبر ۱۹۷۶) بازیکن فوتبال اهل جمهوری آذربایجان است.
از باشگاه‌هایی که در آن بازی کرده‌است می‌توان به باشگاه فوتبال خزر لنکران، باشگاه فوتبال ماشین‌سازی تبریز، باشگاه فوتبال نفتچی باکو، باشگاه فوتبال کشله، و باشگاه فوتبال آزال باکو اشاره کرد.
وی همچنین در تیم ملی فوتبال جمهوری آذربایجان بازی کرده‌است.